# Saint-Omer-Capelle
Saint-Omer-Capelle là một xã ở tỉnh Pas-de-Calais, vùng Hauts-de-France, Pháp.
Saint-Omer-Capelle có cự ly 13 km về phía đông Calais trên đường D229.

## Dân số
| 1962                                                         | 1968 | 1975 | 1982 | 1990 | 1999 | 2006 |
| ------------------------------------------------------------ | ---- | ---- | ---- | ---- | ---- | ---- |
| 490                                                          | 538  | 528  | 698  | 757  | 835  | 1000 |
| Số liệu điều tra dân số từ năm 1962, dân số chỉ tính một lần |      |      |      |      |      |      |

## Địa điểm nổi bật
- Nhà thờ St.Omer, thế kỷ 18.